# Fiammato

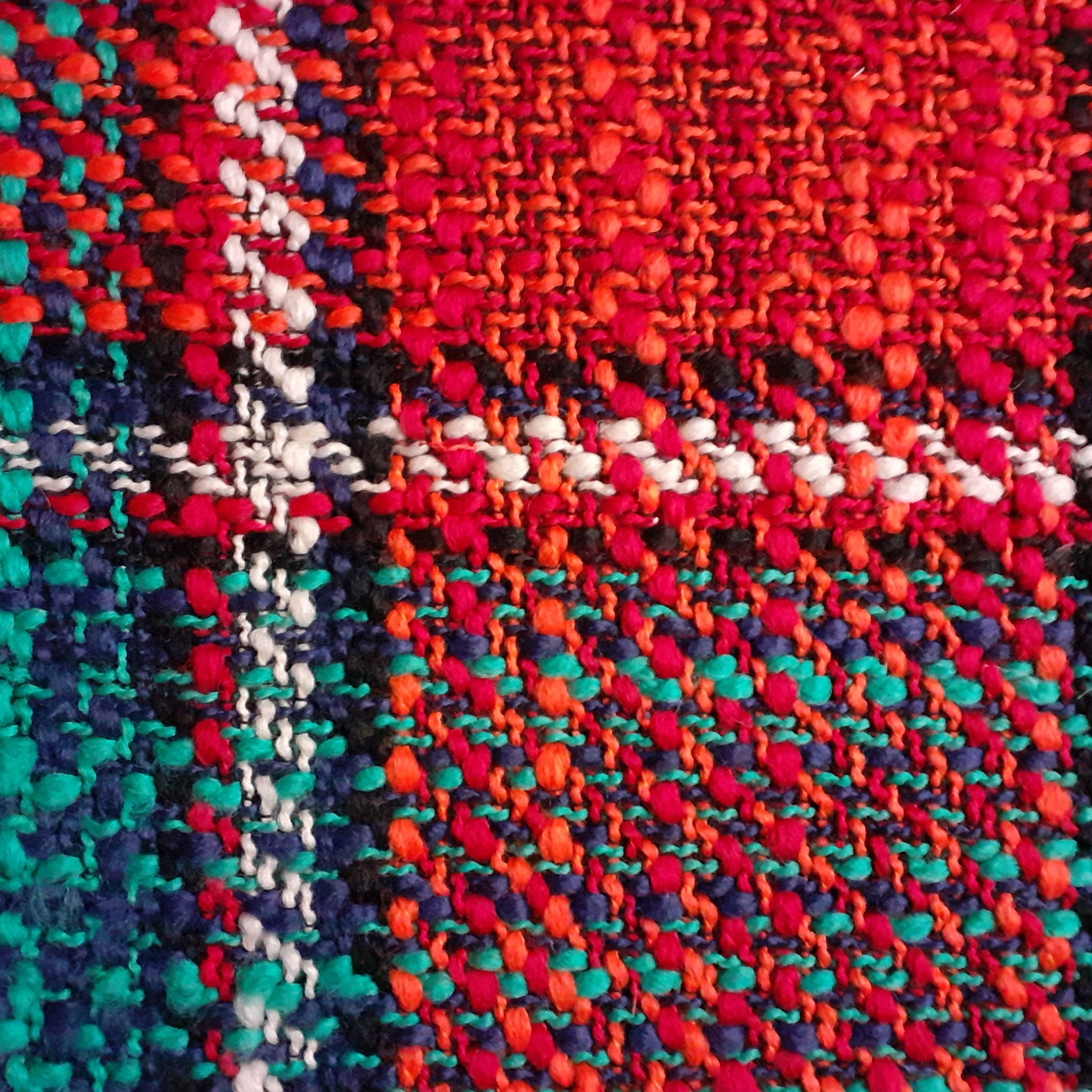
tessuto fiammato

Il fiammato è un tessuto caratterizzato da una superficie non omogenea dovuta all'impiego di un filato di spessore irregolare. Questo tipo di filato presenta rigonfiamenti che sono il risultato della lavorazione a cui è sottoposto, la quale prevede che venga stirato più o meno per ottenere spessori diversi; gli stoppini, che in fase di filatura inglobano parti di fibre più spesse, creano le cosiddette "fiammature" sul filato e conseguentemente anche sul tessuto. Queste fiammature possono essere della stessa tonalità del filo o di un colore contrastante; possono essere presenti solo nel senso della trama, oppure contemporaneamente in trama e ordito, disponendosi come pennellate sul tessuto, a creare un forte impatto materico. A seconda del tipo di fiamme desiderate, si può utilizzare un filato flammé semplice, ripassato o frisé.
Il tessuto fiammato è molto utilizzato nel settore dell'abbigliamento per realizzare camice, sciarpe, tailleur e abiti, ma anche per complementi d'arredo come tendaggi di varia consistenza e trasparenza in lino, cotone e fibre sintetiche.